# Tortoplectella
Tortoplectella es un género de foraminífero bentónico de la familia Tortoplectellidae, de la superfamilia Bolivinitoidea, del suborden Buliminina y del orden Buliminida. Su especie tipo es Textularia crispata. Su rango cronoestratigráfico abarca el Holoceno.

## Discusión
Clasificaciones previas incluían Tortoplectella en la superfamilia Loxostomatoidea, del suborden Rotaliina del orden Rotaliida.

## Clasificación
Tortoplectella incluye a las siguientes especies:
- Tortoplectella crispata
- Tortoplectella rhomboidalis